# Сарыташ (залив)
Сарыташ (Сарытас, Сары-таш, Сырташ, Сарташ; каз. Сарытас шығанағы) — залив в Казахстане, вдающийся в северное побережье полуострова Тюб-Караган на юге Мангышлакского залива в северо-восточной части Каспийского моря.
Берега Сарыташа низменные, в некоторых частях имеются песчаные отмели. Вся береговая линия изрезана оврагами и балками, и покрыта скудной растительностью. Из залива хорошо видно гору Унгоз.
Согласно российскому путешественнику Г. С. Карелину, залив получил своё название от небольшого, пожелтевшего от времени, известнякового камня, на котором высечена туркменская тамга.